# While You Were Sleeping (TV-serie)
While You Were Sleeping (hangul: 당신이 잠든 사이에; RR: Dangshini Jamdeun Saie) är en sydkoreansk TV-serie som sändes på SBS från 27 september till 16 november 2017. Lee Jong-suk och Bae Suzy spelar huvudrollerna.

## Rollista (i urval)
- Lee Jong-suk - Jung Jae-chan
- Bae Suzy - Nam Hong-joo
- Lee Sang-yeob - Lee Yoo-bum
- Jung Hae-in - Han Woo-tak
- Ko Sung-hee - Shin Hee-min